# Jefferson Valladares
Jefferson Leonel Valladares Rivas (Santa Rosa de Lima, La Unión, El Salvador; 8 de diciembre de 2002) es un futbolista salvadoreño. Juega como extremo derecho y su equipo actual es el Municipal Limeño.

## Trayectoria
Formado en las inferiores del Municipal Limeño, club de su ciudad natal, Valladares fue promovido al primer equipo en la temporada 2021-22, disputando su primer partido el 1 de mayo ante Isidro Metapán.

## Selección nacional
Fue convocado por Édgar Henríquez para disputar los XXIV Juegos Centroamericanos y del Caribe, logrando el cuarto lugar en la justa. Valladares disputó 326 minutos de 360 jugados por El Salvador.
Hugo Pérez lo incluyó en varias listas para trabajar en microciclos con la Selección Mayor pero no fue convocado a ningún partido oficial.
El 29 de julio es incluido en la lista de El Salvador para disputar la CONCACAF Nations League ante Martinica, por Rubén de la Barrera.Su debut con al Selección de El Salvador fue el 13 de octubre de 2023 ante Martinica.
En 2025, fue incluido en la lista de convocados para disputar la Copa Oro por Hernán "El Bolillo" Gómez.

## Estadísticas
Actualizado al último partido jugado el 25 de mayo de 2025.
| Club                           | Div.          | Temporada     | Liga  | Liga  | Copas nacionales | Copas nacionales | Copas internacionales | Copas internacionales | Total | Total |
| Club                           | Div.          | Temporada     | Part. | Goles | Part.            | Goles            | Part.                 | Goles                 | Part. | Goles |
| ------------------------------ | ------------- | ------------- | ----- | ----- | ---------------- | ---------------- | --------------------- | --------------------- | ----- | ----- |
| Municipal Limeño · El Salvador | 1.ª           | 2020-21       | 1     | 0     | —                | —                | —                     | —                     | 1     | 0     |
| Municipal Limeño · El Salvador | 1.ª           | 2021-22       | 25    | 3     | —                | —                | —                     | —                     | 22    | 3     |
| Municipal Limeño · El Salvador | 2.ª           | 2022-23       | 32    | 6     | —                | —                | —                     | —                     | 32    | 6     |
| Municipal Limeño · El Salvador | 1.ª           | 2023-24       | 29    | 3     | —                | —                | —                     | —                     | 29    | 3     |
| Municipal Limeño · El Salvador | 1.ª           | 2024-25       | 35    | 5     | —                | —                | —                     | —                     | 35    | 5     |
| Municipal Limeño · El Salvador | 1.ª           | 2025-26       | —     | —     | —                | —                | —                     | —                     | —     | —     |
| Municipal Limeño · El Salvador | Total club    | Total club    | 122   | 17    | 0                | 0                | 0                     | 0                     | 122   | 17    |
| Municipal Limeño · El Salvador | Total carrera | Total carrera | 122   | 17    | 0                | 0                | 0                     | 0                     | 122   | 17    |

### Selección nacional
| Selección                                 | Año                 | Partidos | Goles |
| ----------------------------------------- | ------------------- | -------- | ----- |
| El Salvador Sub-23                        |                     |          |       |
| 2023                                      | 4                   | 0        |       |
| Total en su carrera                       | Total en su carrera | 4        | 0     |
| El Salvador                               |                     |          |       |
| 2023                                      | 4                   | 0        |       |
| 2024                                      | 0                   | 0        |       |
| 2025                                      |                     |          |       |
| Total en su carrera                       | Total en su carrera | 4        | 0     |
| Estadísticas hasta el 27 de mayo de 2025. |                     |          |       |